# Municipio de Lolotla
El municipio de Lolotla es uno de los ochenta y cuatro municipios que conforman el estado de Hidalgo, México. La cabecera municipal es la localidad de Lolotla, y la localidad más poblada es Ixtlahuaco.
El municipio se localiza al norte del territorio hidalguense entre los paralelos 20°49′ y 21°12′ de latitud norte; los meridianos 98°37′ y 98°47′ de longitud oeste; con una altitud entre 100 y 2000 m s. n. m. Este municipio cuenta con una superficie de 177.21 km², y representa el 0.85 % de la superficie del estado; dentro de la región geográfica denominada como Sierra Alta.
Colinda al norte con el estado de San Luis Potosí; al este con los municipios de Tlanchinol y Calnali; al sur con los municipios de Calnali, Xochicoatlán y Molango de Escamilla; al oeste con los municipios de Molango de Escamilla y Tepehuacán de Guerrero.

## Toponimia
Del náhuatl Telolotti por lo que su significado sería: ‘Piedra rodeada de hilo’.

## Geografía

### Relieve e hidrográfica
En cuanto a fisiografía se encuentra dentro de la provincia de la Sierra Madre Oriental; dentro de la subprovincia del Carso Huasteco. Su territorio es completamente sierra.
En cuanto a su geología corresponde al periodo jurásico (56.0%), cretácico (21.0%), ceógeno (12.0%), triásico (5.52%), pérmico (4.0%) y precambrico (1.0%). Con rocas tipo ígnea extrusiva: toba ácida (6.0%), basalto (5.0%) y brecha volcánica ácida (1.0%); metamórfica: gneis (1.0%); sedimentaria: caliza–lutita (55.0%), caliza (21.0%) arenisca–conglomerado (5.52%) y lutita–arenisca (4.0%) y arenisca (1.0%) En cuanto a edafología el suelo dominante es leptosol (71.0%), umbrisol (21.0%) y phaeozem (7.52%).
En lo que respecta a la hidrología se encuentra posicionado en la región hidrológica del Pánuco; en la cuenca del río Moctezuma; dentro de las subcuencas de río Amajac (73.0%) y río Los Hules (27.0%). El municipio cuenta con jagüeyes, pozos, presas y estanques.

### Clima
El territorio municipal se encuentran los siguientes climas con su respectivo porcentaje: Semicálido húmedo con lluvias todo el año (63.5%), templado húmedo con lluvias todo el año (34.5%) y templado húmedo con abundantes lluvias en verano (2.0%). Registra una temperatura media anual de 18 °C y una precipitación pluvial de 1420 milímetros por año, el periodo de lluvias es de junio a septiembre.

### Ecología
En cuanto a flora se puede explotar la siembra y cuidado de árboles como la naranja, lima, limón, plátano de tres clases, mango, guayaba, higo, chayote, manzana, mandarina, papaya, mamey. En cuanto a fauna se compone de venado de cola blanca, víbora, conejo, reptiles de varias especies, armadillo y pato, cuachacal, mapache, tejón, tuza real, tuza terrera, marta, tancho, jabalí, tlacuache, lince, tepechiche y gato montés. Es muy diversa la variedad de pájaros como el búho, tecolote o lechuza, tapa caminos nocturno, pájaros carpinteros, llamado querreque y correcaminos.

## Demografía

### Población
De acuerdo a los resultados que presentó el Censo Población y Vivienda 2020 del INEGI, el municipio cuenta con un total de 9474 habitantes, siendo 4577 hombres y 4897 mujeres. Tiene una densidad de 53.5 hab/km², la mitad de la población tiene 29 años o menos, existen 93 hombres por cada 100 mujeres.
El porcentaje de población que habla lengua indígena es de 23.81 %, y el porcentaje de población que se considera afromexicana o afrodescendiente es de 0.44 %. En el municipio se habla principalmente Náhuatl de la Huasteca hidalguense.
Tiene una Tasa de alfabetización de 99.2 % en la población de 15 a 24 años, de 82.5 % en la población de 25 años y más. El porcentaje de población según nivel de escolaridad, es de 12.0 % sin escolaridad, el 58.8 % con educación básica, el 20.9 % con educación media superior, el 8.2 % con educación superior, y 0.1 % no especificado.
El porcentaje de población afiliada a servicios de salud es de 82.0 %. El 9.7 % se encuentra afiliada al IMSS, el 81.1 % al INSABI, el 7.1 % al ISSSTE, 2.7 % IMSS Bienestar, 0.3 % a las dependencias de salud de PEMEX, Defensa o Marina, 0.3 % a una institución privada, y el 0.8 % a otra institución. El porcentaje de población con alguna discapacidad es de 9.3 %. El porcentaje de población según situación conyugal, el 38.2 % se encuentra casada, el 30.2 % soltera, el 21.2 % en unión libre, el 3.3 % separada, el 0.6 % divorciada, el 6.5 % viuda.
Para 2020, el total de viviendas particulares habitadas es de 2603 viviendas, representa el 0.3 % del total estatal. Con un promedio de ocupantes por vivienda 3.3 personas. Predominan las viviendas con tabique y block. En el municipio para el año 2020, el servicio de energía eléctrica abarca una cobertura del 98.2 %; el servicio de agua entubada un 41.4 %; el servicio de drenaje cubre un 92.3 %; y el servicio sanitario un 98.7 %.

### Localidades
Para el año 2020, de acuerdo al Catálogo de Localidades, el municipio cuenta con 47 localidades.
| Código INEGI | Localidad               | Población (2020) | Porcentaje (%) | Ámbito Población | Categoría Población |
| ------------ | ----------------------- | ---------------- | -------------- | ---------------- | ------------------- |
| 130340020    | Ixtlahuaco              | 1287             | 13.58          | Rural            | Comunidad           |
| 130340065    | Tolago                  | 915              | 9.66           | Rural            | Comunidad           |
| 130340034    | Xuchitlán               | 835              | 8.81           | Rural            | Comunidad           |
| 130340032    | Xalcuatla               | 800              | 8.44           | Rural            | Comunidad           |
| 130340014    | Chantasco               | 641              | 6.77           | Rural            | Comunidad           |
| 130340001    | Lolotla                 | 590              | 6.23           | Urbano           | Cabecera municipal  |
| 130340015    | Chiconcoac              | 516              | 5.45           | Rural            | Comunidad           |
| 130340013    | Chalma                  | 501              | 5.29           | Rural            | Comunidad           |
| 130340002    | Acatepec                | 362              | 3.82           | Rural            | Ranchería           |
| 130340031    | Tlaltepingo             | 359              | 3.79           | Rural            | Ranchería           |
| 130340006    | El Barco                | 318              | 3.36           | Rural            | Ranchería           |
| 130340016    | Chiquitla               | 261              | 2.75           | Rural            | Ranchería           |
| 130340027    | Tentla (Cerro Blanco)   | 260              | 2.74           | Rural            | Ranchería           |
| 130340033    | Xuchipantla             | 236              | 2.49           | Rural            | Ranchería           |
| 130340019    | Ixtacuatla              | 232              | 2.45           | Rural            | Ranchería           |
| 130340018    | Huitznopala             | 207              | 2.18           | Rural            | Ranchería           |
| 130340009    | Contepec                | 152              | 1.60           | Rural            | Ranchería           |
| 130340026    | Santiago                | 125              | 1.32           | Rural            | Ranchería           |
| 130340008    | Comontla                | 121              | 1.28           | Rural            | Ranchería           |
| 130340021    | Mazahuacán              | 120              | 1.27           | Rural            | Ranchería           |
| 130340012    | Cuatitlanapa            | 104              | 1.10           | Rural            | Ranchería           |
| 130340017    | La Florida              | 95               | 1.00           | Rural            | Ranchería           |
| 130340035    | La Unión                | 76               | 0.80           | Rural            | Ranchería           |
| 130340030    | Tlacozintla             | 52               | 0.55           | Rural            | Ranchería           |
| 130340025    | Quimixtla               | 42               | 0.44           | Rural            | Ranchería           |
| 130340053    | Tlaxcango               | 42               | 0.44           | Rural            | Ranchería           |
| 130340029    | Tetlapaya               | 38               | 0.40           | Rural            | Ranchería           |
| 130340023    | Ocotlán                 | 34               | 0.36           | Rural            | Ranchería           |
| 130340024    | La Pimienta             | 28               | 0.30           | Rural            | Ranchería           |
| 130340007    | Capultitlán             | 25               | 0.26           | Rural            | Ranchería           |
| 130340067    | Xintla                  | 19               | 0.20           | Rural            | Ranchería           |
| 130340036    | Aquixquitla             | 14               | 0.15           | Rural            | Ranchería           |
| 130340022    | Mecapala                | 11               | 0.12           | Rural            | Ranchería           |
| 130340055    | Zihuatego (Ohuesco)     | 8                | 0.08           | Rural            | Ranchería           |
| 130340059    | Chalchocotipa           | 7                | 0.07           | Rural            | Ranchería           |
| 130340040    | Las Puentes             | 6                | 0.06           | Rural            | Ranchería           |
| 130340044    | Los Otates              | 6                | 0.06           | Rural            | Ranchería           |
| 130340042    | El Vergel               | 5                | 0.05           | Rural            | Ranchería           |
| 130340051    | Tequixco                | 5                | 0.05           | Rural            | Ranchería           |
| 130340041    | Atoscalao               | 4                | 0.04           | Rural            | Ranchería           |
| 130340003    | Amecaco                 | 3                | 0.03           | Rural            | Ranchería           |
| 130340005    | Santa Cruz Ayotetla     | 3                | 0.03           | Rural            | Ranchería           |
| 130340066    | Antonio Apolonio Campoy | 2                | 0.02           | Rural            | Ranchería           |
| 130340037    | Chicazapa (Pilancón)    | 2                | 0.02           | Rural            | Ranchería           |
| 130340039    | La Pahua                | 2                | 0.02           | Rural            | Ranchería           |
| 130340045    | Texacal                 | 2                | 0.02           | Rural            | Ranchería           |
| 130340052    | Tlamaxa                 | 1                | 0.01           | Rural            | Ranchería           |

## Política
Se erigió como municipio el 15 de febrero de 1826. El Ayuntamiento está compuesto por: un presidente municipal, un síndico y cinco regidores y treinta y tres delegados. De acuerdo al Instituto Nacional electoral (INE) el municipio está integrado por ocho secciones electorales, de la 0657 a la 0664. Para la elección de diputados federales a la Cámara de Diputados de México y diputados locales al Congreso de Hidalgo, se encuentra integrado al distrito electoral federal 1 de Hidalgo y al distrito electoral local 2 de Hidalgo. A nivel estatal administrativo pertenece a la Macrorregión IV y a la Microrregión III, además de a la Región Operativa VIII Tlanchinol.

### Cronología de presidentes municipales
| Periodo                  | Nombre                       | Afiliación política        |
| ------------------------ | ---------------------------- | -------------------------- |
| 1964-1967                | Filegonio Marín Hernández    | -                          |
| 1967-1970                | Sabás Najera Bustos          | -                          |
| 1970-1973                | Alfonso Hernández Melo       | -                          |
| 1973-1976                | Ildelfonso Vargas Montiel    | -                          |
| 1976-1979                | Filegonio Marín Hernández    | -                          |
| 1979-1982                | Sabás Najera Bustos          | -                          |
| 1982-1985                | Venancio Mendoza Arévalo     | -                          |
| 1985-1988                | Élfego Melo Escudero         | -                          |
| 1988-1991                | José Dimno García Castillo   | -                          |
| 1991-1994                | Octavio Austria Ruano        | -                          |
| 16/01/1994 al 15/01/1997 | Leobardo Escudero Castillo   | PRI                        |
| 16/01/1997 al 15/01/2000 | Alfonso Martínez Severiano   | PAN                        |
| 16/01/2000 al 15/01/2003 | Magdaleno Barrera Badillo    | PRI                        |
| 16/01/2003 al 15/01/2006 | Miguel Ángel Vargas Martínez | PRD                        |
| 16/01/2006 al 15/01/2009 | Rogelio Melo Vargas          | PRI                        |
| 16/01/2009 al 15/01/2012 | Osvaldo Bustos Vargas        | PRI                        |
| 16/01/2012 al 04/09/2016 | Sabulón Melo Vargas          | PRI                        |
| 05/09/2016 al 04/09/2020 | Jorge Bustos Bautista        | PRI                        |
| 05/09/2020 al 14/12/2020 | Desiderio Quijano Ángeles    | Concejo municipal Interino |
| 15/12/2020 al 04/09/2024 | Ernestino Melo Díaz          | PRI                        |
| 05/09/2024 al 04/09/2027 | María Díaz Bustos            | PRI                        |

## Economía
En 2015 el municipio presenta un IDH de 0.669 Medio, por lo que ocupa el lugar 61.º a nivel estatal; y en 2005 presentó un PIB de $279,336,656.00 pesos mexicanos, y un PIB per cápita de $29,278.00 (precios corrientes de 2005).
De acuerdo con el Consejo Nacional de Evaluación de la Política de Desarrollo Social (Coneval), el municipio registra un Índice de Marginación Alto. El 48.4% de la población se encuentra en pobreza moderada y 27.3% se encuentra en pobreza extrema. En 2015, el municipio ocupó el lugar 70 de 84 municipios en la escala estatal de rezago social.
A datos de 2015, en materia de agricultura, se produce maíz con 1416 ha sembradas y cosechadas, pastos con 710 ha sembradas y el fríjol con 533 ha. La superficie cultivable es de temporal. En ganadería se tiene 793 cabezas de ganado porcino, 1204 de ganado bovino, y 222 al ganado ovino, así mismo se cuentan con aves de engorda, con una población de 10 847 aves de corral. La ganadería es una actividad que muestra prosperidad en el municipio, explotándose el ganado de cría y leche. En silvicultura el 25% de la superficie de este municipio es de uso forestal, lo que representa 5560 hectáreas en las cuales sólo 1150 hectáreas corresponden a área arbolada comercial.
Para 2015 existen 29 unidades económicas, que generaban empleos para 141 personas. En lo que respecta al comercio, se cuenta con quince tiendas Diconsa, y tres tiendas Liconsa. El tianguis se hace los lunes, en la comunidad de Ixtlahuaco, viernes y sábado en la cabecera municipal. De acuerdo con cifras al año 2015 presentadas en los censos económicos del INEGI, la Población Económicamente Activa (PEA) del municipio asciende a 2278 de las cuales 2064 se encuentran ocupadas y 214 se encuentran desocupadas. El 33.53% pertenece al sector primario, el 22.14% pertenece al sector secundario, el 42.73% pertenece al sector terciario.